# 北生口村
北生口村（きたいくちむら）は、1944年（昭和19年）まで広島県豊田郡にあった村。瀬戸田町など1町2村と合併して、新たな瀬戸田町となり、地方自治体としての歴史を閉じた。瀬戸田町は1955年に南生口村を合併、さらに平成の大合併にて尾道市と合併しており、現在は尾道市の南部にあたる。

## 地理
瀬戸内海のほぼ中央、芸予諸島の一島である生口島の北部。海を隔てて、北に佐木島と対する。生口島は中央に観音山をはじめとした400ｍ級の山地が北東から南西方向に横たわっており、主に島の北側に街が発達しているが当村はその北側にあたり、島の中心といえる瀬戸田の東隣。
大字は東から、林、中野、鹿田原と並ぶ。なお、現在の地名表記は「瀬戸田町」を冠する。（例）尾道市瀬戸田町林
- 海洋：瀬戸内海
- 島嶼：生口島[2]

## 沿革
以下は村行政としての沿革に絞っており、地域の歴史については生口島の記事を参照。生口島での合併の歴史については瀬戸田町#略歴を参照。
- 1889年（明治22年）4月1日、町村制の施行により、豊田郡林村、生口中野村、鹿田原村が合併して村制施行し、北生口村が発足[2][3]。旧村名から林、生口中野、鹿田原の3大字を編成[2]。
- 1922年（昭和11年）大字生口中野を中野に改称[2]。
- 1944年（昭和19年）1月1日、豊田郡瀬戸田町、高根島村、名荷村と合併し、瀬戸田町が存続して廃止された[2][3]。

## 行政
歴代村長
庁舎

## 教育
- 1897年（明治30年）北生口尋常小学校設立[2]。1918年（大正7年）高等科併置[2]。

## 産業
- 農業 - 除虫菊、養蚕、養蜂、果樹[2]